# Atletica leggera ai X Giochi panafricani
Le competizioni di atletica leggera ai X Giochi panafricani si sono svolte dall'11 al 15 settembre 2011 all'Estádio do Zimpeto di Maputo, in Mozambico.

## Risultati

### Uomini
| Specialità | Oro                                                          | Prestazione | Argento              | Prestazione | Bronzo                           | Prestazione                      |
| Corse piane |                                                              |             |                      |             |                                  |                                  |
| 100 m (dettagli) | Amr Seoud                                                    | 10.20       | Ben Youssef Meïté    | 10.28       | Obinna Metu                      | 10.29                            |
| 200 m (dettagli) | Idrissa Adam                                                 | 20.66       | Ben Youssef Meïté    | 20.76       | Obakeng Ngwigwa                  | 20.94                            |
| 400 m (dettagli) | Rabah Yousif                                                 | 45.27       | Tobi Ogunmola        | 45.82       | Mark Mutai                       | 46.52                            |
| 800 m (dettagli) | Taoufik Makhloufi                                            | 1:46:32     | Boaz Lalang          | 1:46:40     | Job Kinyor                       | 1:46:52                          |
| 1500 m (dettagli) | Caleb Ndiku                                                  | 3:39.12     | Collins Cheboi       | 3:39.72     | Taoufik Makhloufi                | 3:39.99                          |
| 5000 m (dettagli) | Moses Kipsiro                                                | 13:43.08    | Yenew Alamirew       | 13:43.33    | Abayneh Ayele                    | 13:43.51                         |
| 10000 m (dettagli) | Ibrahim Jeilan                                               | 28:18.22    | Bedan Karuki Muchiri | 28:19.22    | Azmeraw Bekele                   | 28:19.32                         |
| Corse a ostacoli |                                                              |             |                      |             |                                  |                                  |
| 110 m ostacoli (dettagli) | Othmane Hadj Lazib                                           | 13.48       | Selim Nurudeen       | 13.61       | Samuel Okon                      | 13.75                            |
| 400 m ostacoli (dettagli) | Abderrahmane Hammadi                                         | 50:48       | Kurt Couto           | 51.04       | Julius Rotich                    | 51.15                            |
| 3000 m siepi (dettagli) | Birhan Getahun                                               | 8:17.40     | Roba Gari Chubeta    | 8:18.40     | Sisay Koreme Mojo                | 8:20.70                          |
| Staffette |                                                              |             |                      |             |                                  |                                  |
| 4×100 m (dettagli) | Nigeria                                                      | 38.93       | Ghana                | 38.95       | Botswana                         | 39.09                            |
| 4×400 m (dettagli) | Kenya Anderson Mureta Jonathan Kibet Vincent Mumo Mark Mutai | 3:03.10     | Nigeria              | 3:05.26     | Botswana                         | 3:05.92                          |
| Prove su strada |                                                              |             |                      |             |                                  |                                  |
| Marcia 20 km (dettagli) | Hassanine Sebei                                              | 1:24:53     | Hedi Teraoui         | 1:26:44     | Gabriel Ngintedem                | 1:32:08                          |
| Mezza maratona (dettagli) | Lelisa Desisa                                                | 1:04:31     | Kenneth Kipkemoi     | 1:04:44     | Bekana Daba                      | 1:04:51                          |
| Salti |                                                              |             |                      |             |                                  |                                  |
| Salto in alto (dettagli) | Ali Mohd Younes Idriss                                       | 2.25        | Kabelo Kgosiemang    | 2.20        | William Woodcock                 | 2.15                             |
| Salto con l'asta (dettagli) | Larbi Bourrada                                               | 5.00        | Mourad Souissi       | 4.00        | Hanno gareggiato solo due atleti | Hanno gareggiato solo due atleti |
| Salto in lungo (dettagli) | Luvo Manyonga                                                | 8.02 -0.1   | Ignisious Gaisah     | 7.86 0.2    | Ndiss Kaba Badji                 | 7.83 -0.6                        |
| Salto triplo (dettagli) | Tosin Oke                                                    | 16.65       | Issam Nima           | 16.54       | Hugo Mamba-Schlick               | 16.17                            |
| Lanci |                                                              |             |                      |             |                                  |                                  |
| Getto del peso (dettagli) | Yasser Ibrahim Farag                                         | 19,73 m     | Jaco Engelbrecht     | 18,89 m     | Roelie Potgieter                 | 18,68 m                          |
| Lancio del disco (dettagli) | Yasser Ibrahim Farag                                         | 63,20 m     | Victor Hogan         | 62,60 m     | Russell Tucker                   | 55,98 m                          |
| Lancio del martello (dettagli) | Mostafa El Gamel                                             | 74,76 m     | Chris Harmse         | 74,66 m     | Hassan Mohamed Mahmoud           | 69,70 m                          |
| Lancio del giavellotto (dettagli) | Julius Yego                                                  | 78,34 m     | Bernard Crous        | 72,68 m     | Friday Osanyade\|                | 71,01 m                          |
| Prove multiple |                                                              |             |                      |             |                                  |                                  |
| Decathlon (dettagli) | Jangy Addy                                                   | 7985 p.     | Guillaume Thierry    | 7481 p.     | Ali Kamé                         | 7458 p.                          |
| record mondiale; record mondiale stagionale; record africano; record dei Giochi; record nazionale; record personale; record personale stagionale. |                                                              |             |                      |             |                                  |                                  |

### Donne
| Specialità | Oro                     | Prestazione | Argento                 | Prestazione | Bronzo                           | Prestazione                      |
| Corse piane |                         |             |                         |             |                                  |                                  |
| 100 m (dettagli) | Oludamola Osayomi       | 10.90       | Blessing Okagbare       | 11.01       | Gloria Asumnu                    | 11.26                            |
| 200 m (dettagli) | Oludamola Osayomi       | 22.86       | Vida Anim               | 23.06       | Tjipekapora Herunga              | 23.50                            |
| 400 m (dettagli) | Amantle Montsho         | 50.87       | Amy Mbacké Thiam        | 51.77       | Tjipekapora Herunga              | 51.84                            |
| 800 m (dettagli) | Annet Negesa            | 2:01.81     | Fantu Magiso            | 2:03.22     | Sylvia Chesebe                   | 2:04.16                          |
| 1500 m (dettagli) | Irene Jelagat           | 4:13.67     | Joyce Chepkirui         | 4:13.71     | Tezita Bogale                    | 4:14.41                          |
| 5000 m (dettagli) | Sule Utura              | 15:38.70    | Emebet Anteneh Mengistu | 15:40.13    | Pauline Korikwiang               | 15:40.93                         |
| 10000 m (dettagli) | Sule Utura              | 33:24.82    | Wude Ayalew             | 33:24.88    | Pauline Korikwiang               | 33:26.17                         |
| Corse a ostacoli |                         |             |                         |             |                                  |                                  |
| 100 m ostacoli (dettagli) | Seun Adigun             | 13.20       | Jessica Ohanaja         | 13.36       | Rosa Rakotozafy                  | 13.55                            |
| 400 m ostacoli (dettagli) | Ajoke Odumosu           | 56.26       | Wenda Theron            | 57.13       | Kou Luogon                       | 57.34                            |
| 3000 m siepi (dettagli) | Hyvin Kiyeng            | 10:00.50    | Hiwot Ayalew            | 10:00.57    | Birtukan Adamu                   | 10:02.22                         |
| Staffette |                         |             |                         |             |                                  |                                  |
| 4×100 m (dettagli) | Nigeria                 | 43.34       | Ghana                   | 44.33       | Camerun                          | 45.00                            |
| 4×400 m (dettagli) | Nigeria                 | 3:31.21     | Senegal                 | 3:32.21     | Kenya                            | 3:37.37                          |
| Prove su strada |                         |             |                         |             |                                  |                                  |
| Marcia 20 km (dettagli) | Chaima Trabelsi         | 1:40.35     | Olfa Lafi               | 1:41.25     | Aynalem Eshitu                   | 1:42:19                          |
| Mezza maratona (dettagli) | Mare Dibaba             | 1:10:47     | Mamitu Daska            | 1:10:52     | Helalia Johannes                 | 1:11:12                          |
| Salti |                         |             |                         |             |                                  |                                  |
| Salto in alto (dettagli) | Doreen Amata            | 1.80        | Uhunoma Osazuwa         | 1.80        | Lissa Labiche                    | 1.80                             |
| Salto con l'asta (dettagli) | Dorra Mahfoudhi         | 3.60        | Alima Ouattara          | 3.20        | Hanno gareggiato solo due atlete | Hanno gareggiato solo due atlete |
| Salto in lungo (dettagli) | Blessing Okagbare       | 6.50 +2.3   | Sarah Ngo Ngoa          | 6.46 +3.3   | Romaissa Belabioud               | 6.46 +1.7                        |
| Salto triplo (dettagli) | Baya Rahouli            | 14.08       | Kéné Ndoye              | 13.69       | Otonye Iworima                   | 13.53                            |
| Lanci |                         |             |                         |             |                                  |                                  |
| Getto del peso (dettagli) | Auriol Dongmo Mekemnang | 16.03       | Veronica Abrahamse      | 15.70       | Sonia Smuts                      | 15.29                            |
| Lancio del disco (dettagli) | Kazai Suzanne Kragbé    | 56.56       | Elizna Naudé            | 53.63       | Alifatou Djibril                 | 46.46                            |
| Lancio del martello (dettagli) | Amy Sène                | 61.48       | Sarra Ben Saad          | 59.65       | Rana Ahmed Ibrahim               | 58.57                            |
| Lancio del giavellotto (dettagli) | Justine Robbeson        | 55.33       | Gerlize de Klerk        | 52.27       | Lindy Leveau-Agricole            | 51.26                            |
| Prove multiple |                         |             |                         |             |                                  |                                  |
| Heptathlon (dettagli) | Margaret Simpson        | 6172 p.     | Gabriella Kouassi       | 5714 p.     | Selloane Tsoaeli                 | 5590 p.                          |
| record mondiale; record mondiale stagionale; record africano; record dei Giochi; record nazionale; record personale; record personale stagionale. |                         |             |                         |             |                                  |                                  |

## Specialità paralimpiche
Risultati

### Uomini
| Specialità                    | Oro                 | Prestazione | Argento             | Prestazione | Bronzo                | Prestazione |
| Corse piane                   |                     |             |                     |             |                       |             |
| 100m T37                      | Sofiane Hamdi       | 11.84       | Fathallah Mostafa   | 12.09       | Mohamed Charmi        | 12.83       |
| 100m T46                      | Suwaibidu Galadima  | 10.81       | Frank Johnwill      | 11.03       | Jean-Luc Noumbo       | 11.16       |
| 200m T11                      | Ananias Shikongo    | 23.63       | Dos Santos Octavio  | 23.69       | Olusegen Rotawo       | 25.77       |
| 200m T12                      | Adesoji Ademeora    | 22.62       | Nzuzgi Mwendo Henry | 23.03       | Martin Aloisius       | 23.31       |
| 200m T37                      | Fanie van der Merwe | 23.10       | Sofiane Hamdi       | 23.73       | Mostafa Fathallah     | 24.60       |
| 200m T46                      | Suwaibidu Galadima  | 22.36       | Bashiru Yunusa      | 22.43       | Adeji Saïdi           | 22.44       |
| 400m T11                      | Dos Santos Octavio  | 51.60       | Jose Armando Sayovo | 52.38       | Ananias Shikongo      | 53.07       |
| 400m T12                      | Nzuzgi Mwendo Henry | 49.82       | Mahmoud Khaldi      | 50.01       | Adesoji Ademeora      | 50.66       |
| 400m T37                      | Sofiane Hamdi       | 54.89       | Mohamed Charmi      | 55.85       | Madjid Djemai         | 56.81       |
| 400m T46                      | Hermans Muvunyi     | 50.28       | Yunusa Bashiru      | 50.73       | Frederick Kimou Addoh | 50.90       |
| 800m T37                      | Mohamed Charmi      | 2:06.90     | Madjid Djemai       | 2:16.10     | Sum Johnatan          | 2:31.30     |
| 800m T46                      | Tarbei Abraham      | 1:55.33     | Hermans Muvuniy     | 1:56.00     | Gebru Tesfalem        | 1:56.39     |
| 1500m T46                     | Chesum Jonah        | 3:55.46     | Tarbei Abraham      | 3:56.53     | Fikre Wondiye         | 3:57.39     |
| 1500m T53/54                  | Ahmed Aouadi        | 3:26.08     | Patrick Yaw Obeng   | 3:27.97     | Felix Acheanpong      | 3:34.12     |
| 5000m T46                     | Tarbei Abraham      | 14:00.53    | Chesum Jonah        | 14:02.03    | David Emong           | 14:25.49    |
| Lanci                         |                     |             |                     |             |                       |             |
| Lancio del giavellotto F57/58 | Raed Saleem         | 45.52       | Silver Ezikpe       | 44.10       | Mahmoud Al Atar       | 42.00       |
| Lancio del disco F37/38       |                     |             |                     |             |                       |             |
| Lancio del disco F57/58       | Elkhair Metawea     | 52.46       | Mahmoud Al Atar     | 46.20       | Ezikeipe Silver       | 45.37       |
| Getto del peso F37/38         | Ibrahim Abdelwarth  | 15.01       | Hamdi Warfeli       | 13.47       | Ezikeipe Timipreye    | 8.79        |
| Getto del peso F57/58         | Michael Louwrens    | 13.23       | Redouane Ait Said   | 14.56       | Silver Ezeikpe        | 13.91       |

### Donne
| Specialità                 | Oro             | Prestazione | Argento           | Prestazione | Bronzo         | Prestazione |
| Corse piane                |                 |             |                   |             |                |             |
| 100m T11/12                | Adewale Deborah | 12.35       | Gincaso Esperanca | 12.94       | Mary Awaza     | 12.96       |
| 100m T13                   | Sandra Akullo   | 13.24       | Yvonne Nyaradzai  | 13.40       | Lynda Hamri    | 13.42       |
| 200m T11/12                | Adewale Deborah | 25.49       | Mary Awaza        | 26.82       | Maria Muchavo  | 27.44       |
| 400m T11/12                | Adewale Deborah | 57.09       | Chouayah Najah    | 60.97       | Mary Awaza     | 61.22       |
| 400m T54                   | Adjara Mohamed  | 1:01.36     | Patricia N'Nanji  | 1:03.16     | Samira Berri   | 1:03.47     |
| 1500m T53/54               | Adjara Mohamed  | 4:07.19     | Samira Berri      | 4:17.51     | Anita Fordjour | 4:27.06     |
| Lanci                      |                 |             |                   |             |                |             |
| Lancio del disco F32/33/34 | Yousra Benjemaa | 22.69       | Wadjda Benoumssad | 19.98       | Mounia Gasmi   | 9.80        |
| Getto del peso F32/33/34   |                 |             |                   |             |                |             |
| Getto del peso F40         | Raoua Tili      | 9.15        | Laurita Onye      | 7.01        | Fatiha Mahdi   | 6.19        |

## Medagliere

### Competizioni élite
La nazione ospitante è evidenziata
| Posiz. | Nazione        | Oro | Argento | Bronzo | Totale |
| ------ | -------------- | --- | ------- | ------ | ------ |
| 1      | Nigeria        | 10  | 6       | 5      | 21     |
| 2      | Etiopia        | 6   | 7       | 7      | 20     |
| 3      | Kenya          | 5   | 5       | 7      | 17     |
| 4      | Algeria        | 5   | 2       | 2      | 9      |
| 5      | Egitto         | 4   | 0       | 2      | 6      |
| 6      | Tunisia        | 3   | 3       | 0      | 6      |
| 7      | Sudafrica      | 2   | 8       | 3      | 13     |
| 8      | Camerun        | 2   | 1       | 3      | 6      |
| 9      | Sudan          | 2   | 0       | 0      | 2      |
| 9      | Uganda         | 2   | 0       | 0      | 2      |
| 11     | Costa d'Avorio | 1   | 4       | 0      | 5      |
| 11     | Ghana          | 1   | 4       | 0      | 5      |
| 13     | Senegal        | 1   | 3       | 1      | 5      |
| 14     | Botswana       | 1   | 1       | 3      | 5      |
| 15     | Liberia        | 1   | 0       | 1      | 2      |
| 16     | Mauritius      | 0   | 1       | 0      | 1      |
| 16     | Mozambico      | 0   | 1       | 0      | 1      |
| 18     | Namibia        | 0   | 0       | 3      | 3      |
| 18     | Seychelles     | 0   | 0       | 3      | 3      |
| 20     | Madagascar     | 0   | 0       | 2      | 2      |
| 21     | Lesotho        | 0   | 0       | 1      | 1      |
| 21     | Togo           | 0   | 0       | 1      | 1      |
| Totale | Totale         | 46  | 46      | 44     | 136    |

### Specialità paralimpiche
La nazione ospitante è evidenziata
| Posiz. | Nazione        | Oro | Argento | Bronzo | Totale |
| ------ | -------------- | --- | ------- | ------ | ------ |
| 1      | Nigeria        | 6   | 7       | 8      | 21     |
| 2      | Tunisia        | 4   | 5       | 2      | 11     |
| 3      | Kenya          | 4   | 3       | 1      | 8      |
| 4      | Egitto         | 3   | 2       | 2      | 7      |
| 5      | Algeria        | 2   | 4       | 4      | 10     |
| 6      | Ghana          | 2   | 0       | 2      | 4      |
| 7      | Sudafrica      | 2   | 0       | 0      | 2      |
| 8      | Angola         | 1   | 3       | 0      | 4      |
| 9      | Ruanda         | 1   | 1       | 0      | 2      |
| 10     | Namibia        | 1   | 0       | 2      | 3      |
| 11     | Uganda         | 1   | 0       | 1      | 2      |
| 12     | Camerun        | 0   | 1       | 0      | 1      |
| 12     | Zimbabwe       | 0   | 1       | 0      | 1      |
| 14     | Costa d'Avorio | 0   | 0       | 2      | 2      |
| 14     | Etiopia        | 0   | 0       | 2      | 2      |
| 16     | Mozambico      | 0   | 0       | 1      | 1      |
| Totale | Totale         | 27  | 27      | 27     | 81     |